# Eddie Kendricks
Edward James Kendrick, känd som Eddie Kendricks, född 17 december 1939 i Union Springs, Alabama, död 5 oktober 1992 i Birmingham, Alabama, var en amerikansk sångare. 
Kendricks började sjunga i kyrkkör på 1940-talet för att under 1950-talet sjunga i en doo wop-grupp. 1957 blev han medlem i gruppen The Primes som upplöstes i och med att Kendricks blev medlem i soulgruppen The Temptations 1961. Temptations fick ett genombrott 1965 med singeln "My Girl" och Kendricks kan höras sjunga falsett på flera av deras inspelningar fram till 1971. Han lämnade då gruppen efter flera års funderande, och för att han inte riktigt gillade den musikaliska inriktning gruppen haft sedan 1968, med psykedelisk soul. Under 1970-talet påbörjade han en solokarriär och hade stor framgång med låtarna "Keep On Truckin' " (1973), "Boogie Down" (1974) och "Shoeshine Boy" (1975). Hans solokarriär svalnade dock mot slutet av 1970-talet. 1982 var han med i en återförening i The Temptations som dock inte varade så länge. Han samarbetade också flera gånger med sin forne Temptations-kollega David Ruffin. Kendricks diagnostiserades med lungcancer 1991, och trots att han opererade bort en av sina lungor för att stoppa spridningen avled han efter en tid på sjukhus 1992.

## Diskografi (solo)
Studioalbum
- 1971 – All by Myself
- 1972 – People ... Hold On
- 1973 – Eddie Kendricks
- 1974 – Boogie Down!
- 1974 – For You
- 1975 – The Hit Man
- 1975 – He's a Friend
- 1976 – Goin' Up in Smoke
- 1977 – Slick
- 1978 – Vintage '78
- 1979 – Something More
- 1981 – Love Keys

Singlar (topp 10 på Billboard Hot R&B/Hip-Hop Songs)
- 1973 – "Keep on Truckin' " (#1)
- 1973 – "Boogie Down" (#2)
- 1974 – "Son Of Sagittarius" (#5)
- 1974 – "Tell Her Love Has Felt the Need" (#8)
- 1974 – "One Tear" (#8)
- 1975 – "Shoeshine Boy" (#1)
- 1975 – "Get the Cream Off Top" (#7)
- 1975 – "Happy" (#8)
- 1976 – "He's a Friend" (#2)